# Maree Fish
Maree Fish (Hobart, Tasmania, 23 de enero de 1963) es una exjugadora australiana de hockey sobre césped.

## Trayectoria
Fish participó en el Mundial de 1986, disputado en Amstelveen. Tuvo su primera participación olímpica en los Juegos Olímpicos de Seúl 1988. En el torneo derrotó a Corea del Sur en la final y obtuvo la primera medalla de oro para su selección. En 1989 fue subcampeona del Champions Trophy de Frankfurt, por detrás de Corea del Sur. En 1990 fue subcampeona del Mundial de Sídney, al perder la final contra Países Bajos por 3 a 1.